# Bundesforschungs- und Ausbildungszentrum für Wald, Naturgefahren und Landschaft
Das österreichische Bundesforschungs- und Ausbildungszentrum für Wald, Naturgefahren und Landschaft (BFW) ist eine Anstalt öffentlichen Rechts (AöR) und wurde 2005 aus dem Bundesministerium für Land- und Forstwirtschaft, Umwelt und Wasserwirtschaft (heute: Bundesministerium für Land- und Forstwirtschaft, Regionen und Wasserwirtschaft) ausgegliedert. Das BFW wurde 1874 von Kaiser Franz Joseph I. als k. k. Forstliche Versuchsleitung ins Leben gerufen.
Forschungsbereiche sind:
- die nachhaltige multifunktionale Nutzung, Gestaltung und der Schutz von Waldökosystemen und Trinkwassereinzugsgebieten
- die langfristigen Ökosystemveränderungen und die Erhaltung sowie Förderung der biologischen Vielfalt
- der Schutz vor Naturgefahren und der Umgang mit Georisken

Es besteht aus sechs Fachinstituten, zwei forstlichen Ausbildungsstätten (FAST Traunkirchen bei Gmunden in Oberösterreich und FAST Ossiach in Ossiach in Kärnten), einer Bibliotheks- und Dokumentationsstelle sowie mehreren internen Servicestellen. Insgesamt hat das BFW derzeit 348 Mitarbeiterinnen und Mitarbeiter.
Der Hauptsitz befindet sich in Schönbrunn in Wien, daneben gibt es noch einen Standort in Innsbruck in Tirol, einen Versuchsgarten bei Tulln, je eine forstliche Ausbildungsstätte in Ossiach und Traunkirchen sowie einen Lehr- und Versuchsforst in Kärnten. 
Von 2005 bis 2015 fungierte Hubert Dürrstein als Vorsitzender des Wirtschaftsrates des BFW.